# Osmia gulmargensis
Osmia gulmargensis är en biart som beskrevs av Nurse 1903. Osmia gulmargensis ingår i släktet murarbin, och familjen buksamlarbin. Inga underarter finns listade i Catalogue of Life.